# Време гладовања
Време гладовања је период борбе за преживљавање током зиме 1609–1610. године у Џејмстауну, колонија Вирџинија. Почетком зиме било је око 500 становника Џејмстауна, међутим до пролећа наредне године је само 61 особа остала жива.
Прва група колониста је стигла 13. маја 1607. године до обале Вирџиније. Досељеници нису с почетка планирали да узгајају сву своју храну. План је био да се трговином са локалним Похатани племеном снабдевају храном између периодичних долазака бродова са залихама из Енглеске. Недостатак приступа води и тешка суша осакатили су пољопривредну производњу колониста. Вода коју су колонисти пили била је брактична и питка само пола године. Флота из Енглеске, оштећена ураганом, стигла је месецима закашњења са новим колонистима, али без адекватних залиха хране.
Преживели колонисти су се 7. јуна 1610. године укрцали на бродове, напустили место колоније и отпловили према заливу Чесапик. Тамо их је на доњем делу реке Џејмс пресрео други конвој са новим залихама, на челу са новоименованим гувернером Френсисом Вестом, и вратио у Џејмстаун. У року од неколико година, комерцијализација дувана од стране Џона Ролфа обезбедила је дугорочни економски просперитет насеља.
Постоје историјски и научни докази да су се досељеници у Џејмстауну током Времена гладовања посегнули и за канибализмом.

## Зависност од спољних ресурса
Енглеско насеље у Џејмстауну је основано 24. маја 1607. године доласком три брода којима је командовао капетан Кристофер Њупорт. Почетна мала група од 104 мушкарца и дечака одабрала је дати положај јер је била повољна за одбрамбене сврхе, међутим имала је лоше изгледе за сигуран лов и проблем са недостатаком воде за пиће. Иако су се бавили пољопривредом, мали број првобитних досељеника је био навикнут на физички рад или је био упознат са земљорадњом. Лов на острву је био слаб, а залихе ситне дивљачи брзо су исцрпљене. Опстанак колониста је у великој мери зависио од трговине са Индијанцима и периодичних бродова за снабдевање храном из Енглеске.
Низ инцидената са Индијанцима убрзо је прерастао у озбиљне сукобе, окончавајући сваку наду у трговински савез са њима. Ово је приморало досељенике да се збију, иза утврђених зидова, озбиљно ограничавајући њихову способност да обрађују поља и тргују са другим индијанским племенима. Различити покушаји бављења пољопривредом довели су до бројних киднаповања и убистава досељеника од стране Похатана. Током експедиција за успостављање односа са другим индијанским племенима емисари би упадали у заседе и страдали од Похатана, или би се експедиције показале неуспешним у добављању довољних залиха. Комбинација болести, убистава и киднаповања скоро је уништила почетну популацију досељеника.

## Прво и друго снабдевање залихама
Након што је оставио досељенике и отишао за Енглеску, Кристофер Њупорт се вратио у Џејмстаун у јануару 1608. године са оним што су звали „прво снабдевање“ и око 100 додатних досељеника. По повратку у колонију, открио је да се због недостатка планирања и потребних вештина међу првобитним досељеницима, као и сталних напада Похатана, број становника првобитног насеља је спао на само 38 преживелих.
Након што је проширио утврђења, ојачао склоништа и поставио наоружане људе да бране усеве од напада домородаца, Њупорт је претпоставио да је обезбедио насеље до краја зиме. Поново је отпловио за Енглеску априла 1608, враћајући се назад у Џејмстаун  октобра исте године са „другим залихама“. На броду су биле и прве две жене у колонији — господарица Форест и њена слушкиња Ане Бурас — као и много додатних залиха и досељеника, укључујући занатлије обучене за прављење стакла.

## Трговање са домороцима за храну
Међу вођама Џејмстауна, капетан Џон Смит се показао као најспособнији за успешно трговање са домородачким становништвом. Током првих неколико месеци досељавања, преживели (укључујући Смита) су стекли довољно података о околним племенима да покрену фокусираније дипломатске иницијативе са непријатељима Похатана. Користећи Дискавери (енгл. Discovery), најмањи од три брода који су остављени за њихову употребу, колонисти су истраживали околину, укључујући залив Чесапик. Смит је успешно трговао храном са Нансемондима, који су се налазили дуж реке Нансемонд. Имао је мешовите резултате са  другим племенима, од којих је већина била повезана са Конфедерацијом Похатан.
Са доласком флоте за снабдевање, Смит је сматрао да је колонија довољно ојачана да се дипломатском иницијативом, која је имала за циљ да обезбеди барем привремени предах од отмица и напада, директно ангажују Похатани. Уз малу пратњу, пробијали су се кроз непрестане нападе до главног града Похатани конфедерације. Током једног легендарног сусрета са ратником Опечанканугом, Смитов живот је поштеђен (према његовом каснијем извештају) интервенцијом Покахонтас, ћерке поглавице Похатана. Овај догађај се показао значајним за Енглезе, пошто је поглавица Похатан очигледно није био свестан страшног стања колоније. Међутим, убрзо након што се Њупорт вратио почетком јануара 1608, доносећи нове досељенике и залихе, један од нових досељеника је случајно покренуо пожар који је сравнио све стамбене просторе колоније. Пожар је додатно продубио зависност насеља од Индијанаца у погледу хране и открио поглавици Похатана слабост колоније. У августу 1609, Смит, који је стекао поштовање Похатана, повређен је у несрећи са барутом. Морао је да се врати 4. октобра 1609. године у Енглеску на лечење. Пошто је Смит отишао, Похатани су престали да тргују са колонистима.
Џон Ретклиф, капетан Дискаверија, постао је управитељ колоније и покушао да побољша ситуацију набавком хране. У нади да ће опонашати Смита, Ретклиф је покушао да покрене трговачку мисију са Индијаанцима; међутим, убрзо након што је изабран, ухватио га је поглавица Похатан и мучен је до смрти, остављајући колонију без вођства. Похатани су извршили додатне нападе на друге колонисте који су дошли за трговином. Лов је такође постао веома опасан, јер су Похатани убијали све Енглезе које би затекли ван утврђења.

## Треће снабдевање
Си Венчр (енгл. Sea Venture) је био нови водећи брод компаније Вирџинија из Лондона . Мисија „трећег снабдевања“ компаније Вирџинија била је највећа до сада, предвођена Си Венчр, која је посебно изграђена за ту сврху. Си Венчр је био знатно већи од осталих осам бродова који су путовали с њим. Носио је велики део залиха намењених колонији Вирџинија.
„Треће снабдевање“ Џејмстауну са флотом од девет бродова напустило је Лондон 2. јуна 1609. године. Капетан ветеран Кристофер Њупорт командовао је Си Венчром као вицеадмирал. На новом водећем броду били су и адмирал компаније, сер Џорџ Сомерс, генерал-потпуковник сер Томас Гејтс, Вилијам Стречи и друге значајне личности у раној историји енглеске колонизације у Северној Америци.
Приликом преласка Атлантског океана, конвој који је превозио 500 нових досељеника и залихе наишао је на јаку олују, највероватније урагана, која је трајала три дана. Си Венчр и још један брод одвојени су од седам других пловила флоте. Адмирал Сомерс је дао да се Си Венчр намерно одвезе на гребене Бермуда како би спречио његово потонуће. Свих 150 путника и чланова посаде безбедно је пристало 28. јула, али је брод трајно оштећен.
Након олује, један брод се вратио назад у Енглеску. Осталих седам бродова је безбедно стигло у Џејмстаун, испоручујући 200–300 мушкараца, жена и деце, али са релативно малим залихама, пошто је већина остала на великом водећем броду. У колонији није било речи о судбини Си Венчра, његових залиха, путника или вођа који су били на њој. Капетан Семјуел Аргејл, који је командовао једним од бродова трећег снабдевања који је стигао до Џејмстауна, био је међу онима који су пожурили назад у Енглеску да би обавестили о невољи Џејмстауна. Међутим, те године нити наредног пролећа нису стигли додатни бродови за снабдевање из Енглеске.

## Зима 1609–1610: Глад и канибализам
У Џејмстауну, раније током 1609. године, суша је током нормалне вегетацијске сезоне оставила је њиве колониста Вирџиније опустела. У комбинацији са недостатком трговине са Индијанцима и неуспехом треће залихе да стигне са очекиваним залихама, колонија се нашла са премало хране за зиму. Са придошлицама, било је много више уста за храњење. Мало је записа о тешкоћама које су колонисти искусили у Вирџинији те зиме. Оружје и вредна радна оруђа размењени су Повхатанима за багателу у храни. Куће су коришћене као огревно дрво. Археолози су пронашли доказе да су јели мачке, псе, коње и пацове.
2013. године потврђено је да се канибализам дешавао у најмање једном случају; Форензички су анализирани остаци тинејџерке од око четрнаест година и показало се да садрже трагове који су истоветни клањем меса. Багери су пронашли девојчину лобању и кости ногу, заједно са костима „искасапљених коња и паса” у „депонији за смеће” у подземној просторији која је у то време служила као кухиња. Према форензичким доказима, резови направљени на лобањи и костима јасно указују да су мозак и јестиво ткиво одвојени од костију на исти начин као код искасапљених животиња, пружајући „јасан доказ канибализма“. Анализа зуба и костију показује да је девојка – коју су назвали Џејн, чије право име није познато – тек недавно емигрирала, вероватно из јужне Енглеске.
Да се канибализам практиковао у време гладовања већ је било познато из бројних извештаја из тог периода. Џорџ Перси, који је био председник градског већа током кризе, касније је известио „да су живи копали и јели лешеве, да је муж убио своју жену, а затим је искасапио, конзервирао сољу и појео њене делове пре но што је ухваћен“. Муж је затим погубљен. Да је жена убио и појео потврђују још четири извештаја о времену глади. У даљем извештају се она не помиње, али се наводи да су мртви насељеници, као и један Индијанац који је погинуо у борби, поједени.
Могуће је да је четрнаестогодишња Џејн заправо поменута убијена супруга – била је млада, али, према тадашњим обичајима, не премлада да би се удала. Међутим, на основу њених година, њене исхране и чињенице да је очигледно стигла само кратко време пре тога, археолози који су проучавали случај закључују да је можда била „слушкиња у џентлменском домаћинству“ – њен исхрана није била тако добра као за тадашње време људе више класе, мада боља од оне нижих класа. Узрок Џејнине смрти је непознат. Нема трагова насиља који су узроковали њеној смрти, те је стога могла бити убијена на начин који није остављао трагове на (релативно мало) пронађених костију, или је умрла од глади или болести.
На Бермудима, убрзо након што су доживели бродолом, преживели су опремили дуги чамац Си Венчра са јарболом и послали га на море да пронађу обалу Вирџиније; он и његова посада никада више нису виђени. Преостали преживели провели су девет месеци на Бермудима градећи два мања брода, Деливеренс и Пејшенц, од бермудског кедра и материјала спашених из Си Венчра. Затим, остављајући двојицу мушкараца да одрже право Енглеске на новооткривени архипелаг, остали су отпловили у Џејмстаун, да би коначно стигли 23. маја 1610.
Преживели из Си Венчра, предвођени Гејтсом и Сомерсом, претпостављали су да ће пронаћи успешну колонију у Вирџинији. Уместо тога, пронашли су је у рушевинама и практично напуштену. Од 500 колониста који су се у јесен доселили у Џејмстауну, пронашли су 60 преживелих, од којих су многи били болесни или на самрти. Што је још горе, многе залихе намењене Џејмстауну изгубљене су у бродолому на Бермудима, а Гејтс и Сомерс су са собом донели само мале залихе хране.
Viewing the fort, we found the palisades torn down, the ports open, the gates from off the hinges, and the empty houses (which owners had taken from them) rent up and burnt, rather than the dwellers would step into the woods a stone's cast off from them to fetch other firewood. And it is true, the Native Americans killed as fast without, if our men stirred but beyond the bounds of their blockhouse, ...— William Strachey
Одлучено је да се колонија напусти и 7. јуна сви преживели су укрцани на бродове за Енглеску и почели су да плове дуж реке Џејмс.
Током периода када је Си Венчр претрпео бродолом, а преживели се борили на Бермудима како да стигну до Вирџиније, у Енглеској је објављивање књиге капетана Џона Смита о авантурама у Вирџинији оживело интересовање за колонију. Ово је довело до новог улагања у компанију Вирџинија. Раширио се и морални позив од свештеника и других утицајних људи да се пружи подршка заглављеним колонистима. Дана 1. априла 1610. из Енглеске су послата још три брода за Џејмстаун, опремљена додатним колонистима, лекаром, храном и залихама. На челу ове групе био је нови гувернер Томас Вест, барон Де Ла Вар, познатији у модерним временима као „лорд Делавер”.
Гувернер Вест и његова група стигли су на реку Џејмс 9. јуна, баш када су бродови Деливеренс и Патиенце пловили низ реку да би напустили Вирџинију. Пресревши их око 10 миља низводно од Џејмстауна у близини острва Малбери, Вест је приморао Деливеранце и Пејшенс да се врате у напуштену колонију. То није била популарна одлука у то време, али лорд Делавер је желео да покаже нову врсту вођества Вирџиније.

## Последице
Долазак лорда Делавера са значајном оружаном силом ходочасника испуњених патриотским жаром који су ширили протестантизам, резултирао је контраофанзивом против Похатани конфедерације. Кампања је окончала опсаду Похатана и резултирала је браком Џона Ролфа и Покахонтас који је увео кратак период примирја између Енглеза и Конфедерације. Иако је примирје било кратког века, омогућило је Енглезима да у потпуности обезбеде утврђења и смештај колоније, прошире њену пољопривреду, развију мрежу савеза са другим индијским народима и успоставе низ мањих насеља на периферији. Похатани конфедерација је покушала још два рата против Енглеза, укључујући Други Похатан рат који је покренут масакром 1622. и Трећи Похатани рат који је избио као резултат још једног изненадног масакра жена и деце у колонији. Међутим, сваки напад је наишао на јак отпор, контраофанзиву, тешке репресалије и на крају пораз Похатан конфедерације. После скоро 40 година слабог постојања окружена генерално непријатељском индијском нацијом, колонија Вирџинија је ефективно опустошила Похатане и до 1646. године разбила конфедерацију.
Преко Ролфових потомака, скоро 400 година касније многе прве породице Вирџиније воде директно порекло од Индијанаца из Конфедерације Похатани и досељеника из Џејмстауна рођених у Енглеској. Са дуваном као успешном извозном културом, обезбеђена је будућност и ордживост колоније.